# Pietro Casella
Pietro Casella (Torino, 30 giugno 1980) è un attore italiano.

## Carriera
Pietro Casella esordisce nel circuito del teatro torinese quale protagonista di "Scarpe sinistre", una commedia noir scritta e diretta da Gabriele Goria, per poi approdare, con il gruppo di cabaret "Senso d'oppio" alla televisione con il celebre programma di Italia 1 "Zelig".
I "Senso d'oppio", eterogeneo trio inizialmente formato dallo stesso Casella, Francesco Lattarulo e Fabrizio Nicastro, partecipano a diverse esperienze cinematografiche indipendenti sotto la regia di Daniele Gaglianone:  "Nemmeno il destino", "Pietro" e "Ruggine". Ma è soprattutto con "Pietro", di cui Casella è protagonista, che emergono le doti attoriali drammatiche dell'attore torinese.
Il film, presentato al Festival del Cinema di Locarno, nel 2010, è un terribile affresco dell'emarginazione presente in alcune periferie italiane.
Nel 2012 Pietro Casella ha partecipato, quale co-protagonista, ad uno degli episodi del film Workers - Pronti a tutto, per la regia di Lorenzo Vignolo.
Nel novembre del 2021 e nel gennaio 2025 tornano ad esibirsi a Zelig con il loro personaggio.

## Filmografia
- Nemmeno il destino (2008), regia di Daniele Gaglianone
- Pietro (2010), regia di Daniele Gaglianone
- Workers - Pronti a tutto (2012), regia di Lorenzo Vignolo